# Непривај
Непривај је насељено мјесто у општини Вареш, Босна и Херцеговина.

## Становништво
|             | 2013.       | 1991.        |
| Укупно      | 76 (100,0%) | 187 (100,0%) |
| Бошњаци     | 76 (100,0%) | 85 (45,45%)1 |
| Срби        | –           | 102 (54,55%) |
| Хрвати      | –           | 0 (0,000%)   |
| Југословени | –           | 0 (0,000%)   |

1. 1 На пописима од 1971. до 1991. Бошњаци су пописивани углавном као Муслимани.